# موویل (آیووا)
موویل (به انگلیسی: Moville) شهری در ایالت آیووا کشور ایالات متحده آمریکا است که جمعیت آن در سرشماری سال ۲۰۱۰ میلادی، ۱٬۶۱۸ نفر بوده‌است.